# Faro de la isla de Alborán
El faro de la isla de Alborán es un faro para el tráfico marítimo situado frente a la isla de Alborán, frente a la costa de la provincia de Almería, España. Su mantenimiento corresponde a la Autoridad Portuaria de Almería. Es automático, eléctrico y alimentado por energía solar. Comenzó su funcionamiento en el año 1876.
Por razones logísticas el edificio fue asignado al puerto de Málaga en mayo de 1994, pero en 2007 regresó nuevamente a la competencia de Almería.

## Historia
En 1859 se decidió construir un faro de primer o segundo orden, de eclipses o destellos. En 1876 se encendió un faro de tercer orden con apariencia de luz fija blanca, iluminando por medio de una lámpara que consumía aceite de oliva, parafina y petróleo. Situado sobre una torre cilíndrica de sillería de veinte metros de altura colocada sobre un edificio rectangular y fortificado con dos castilletes en semicírculos, almenados y con aspilleras para la defensa del faro. La señal luminosa del faro tenía un alcance de luz de 10 millas cuando entró en funcionamiento. Por su enorme aislamiento y la posibilidad de algún asalto, se le dotó extraordinariamente con una plantilla de cuatro «torreros» para el mantenimiento del faro. 

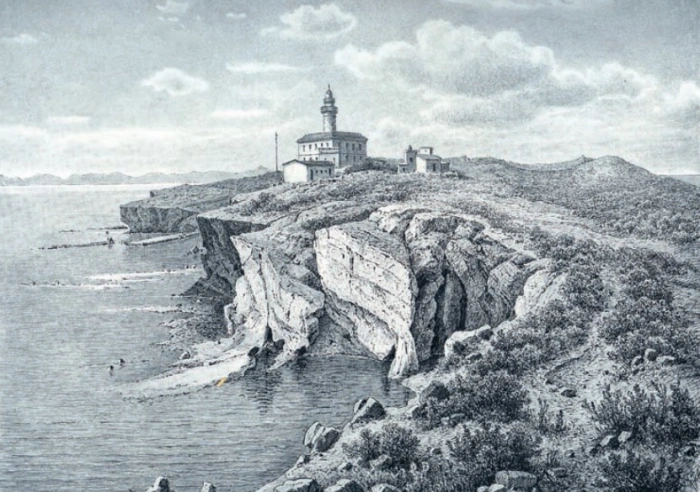
Dibujo de la isla, y por consecuente el faro, del archiduque Ludwig Salvator de Austria en 1898.

El faro y sus instalaciones fueron modernizados por el Ministerio de Medioambiente, inaugurados por la ministra Elena Espinosa el 30 de enero de 2006 y finalizados en 2008.